# 绶贝
绶贝（学名：Mauritia mauritiana），又稱龟甲宝螺，为宝贝科的动物。舊屬寶螺屬，今屬绶贝属。

## 特征
长卵圆形壳，龟甲状背部，两侧扩张，腹面有狭长壳口，两唇有齿；壳质地坚实厚重，表面呈褐黑色，有圆形小彩斑和点线花纹。

## 分布
分布于日本向南经至菲律宾、印度尼西亚至澳大利亚、东自土阿莫土向西经所罗门等岛屿至印度洋科科斯群岛、斯里兰卡、印度至东非沿岸的亚丁湾、桑给巴尔、毛里求斯岛、台湾岛以及中国大陆的海南岛、西沙群岛等地，属于暖海产。其主要栖息于浅海岩礁质的海底。该物种的模式产地在毛里求斯岛。

## 外部連結
- 維基物種上的相關：绶贝